# Shahr-e Pīr
Shahr-e Pīr (persiska: شهر پیر) är en ort i Iran.   Den ligger i provinsen Fars, i den södra delen av landet, 900 km söder om huvudstaden Teheran. Shahr-e Pīr ligger 1 088 meter över havet och antalet invånare är 7 161.
Terrängen runt Shahr-e Pīr är kuperad åt nordost, men åt sydväst är den platt. Terrängen runt Shahr-e Pīr sluttar söderut.Runt Shahr-e Pīr är det glesbefolkat, med 20 invånare per kvadratkilometer. Närmaste större samhälle är Hajiabad, 10 km nordost om Shahr-e Pīr. Trakten runt Shahr-e Pīr är ofruktbar med lite eller ingen växtlighet.